# العصرات (نهم)

تعديل مصدري - تعديل

العصرات هي إحدى قرى عزلة الحنشات بمديرية نهم التابعة لمحافظة صنعاء، بلغ تعداد سكانها 32 نسمة حسب تعداد اليمن لعام 2004.